# 溫蒂利夫卡 (波迪利斯克區)
47°27′58″N 29°26′11″E / 47.46611°N 29.43639°E
溫蒂利夫卡（羅馬化：Untylivka）是位於烏克蘭西南部敖德萨州波迪利斯克区奧克尼市鎮的村莊。該村始建於1840年，面積0.39平方公里，海拔高度96米，2001年人口53，人口密度每平方公里135.9人。